# Badumna hygrophila
Espèce
Synonymes
- Aphyctoschaema hygrophila Simon, 1902

Badumna hygrophila est une espèce d'araignées aranéomorphes de la famille des Desidae.

## Distribution
Cette espèce est endémique du Queensland en Australie. Elle se rencontre vers Cooktown.

## Description
Le mâle et la femelle mesurent 4 mm.

## Publication originale
- Simon, 1902 : Descriptions de quelques arachnides nouveaux de la section de Cribellatés. Bulletin de la Société Entomologique de France, vol. 1902, p. 240-243 (texte intégral).